# Comuna Zorokiv, Cerneahiv
Zorokiv (în ucraineană Зороківська сільська рада) este o comună în raionul Cerneahiv, regiunea Jîtomîr, Ucraina, formată din satele Ivankiv, Vîșpil și Zorokiv (reședința).

## Demografie
Componența lingvistică a comunei Zorokiv
     Ucraineană (98,29%)
     Rusă (1,52%)
     Alte limbi (0,1%)
Conform recensământului din 2001, majoritatea populației comunei Zorokiv era vorbitoare de ucraineană (98,29%), existând în minoritate și vorbitori de rusă (1,52%).